# شهر کازی، شهرستان لهونژوب
شهر کازی، شهرستان لهونژوب (به لاتین: Kazi Township) یک شهرک در جمهوری خلق چین است که در Lhünzhub County واقع شده‌است. شهر کازی ۳٬۸۰۸ متر بالاتر از سطح دریا واقع شده‌است.